# Список умерших в 1165 году

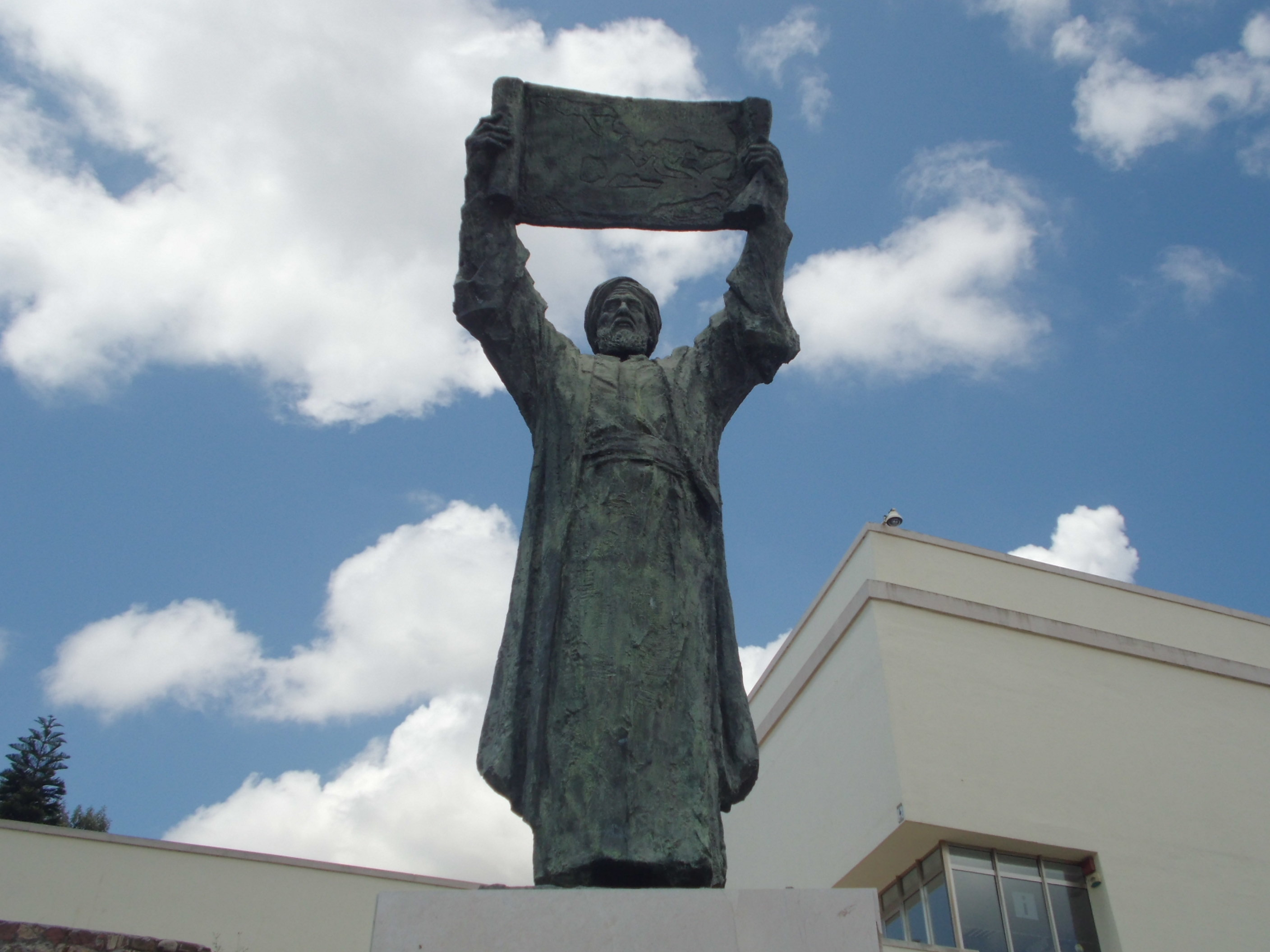
Ал-Идриси

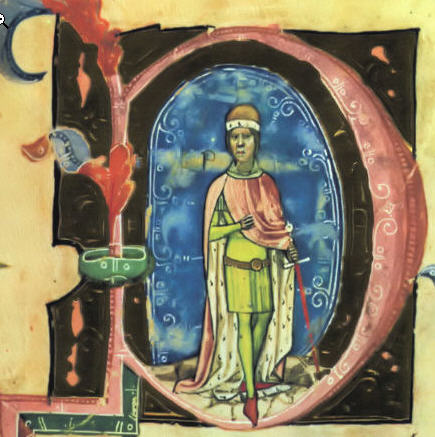
Иштван IV

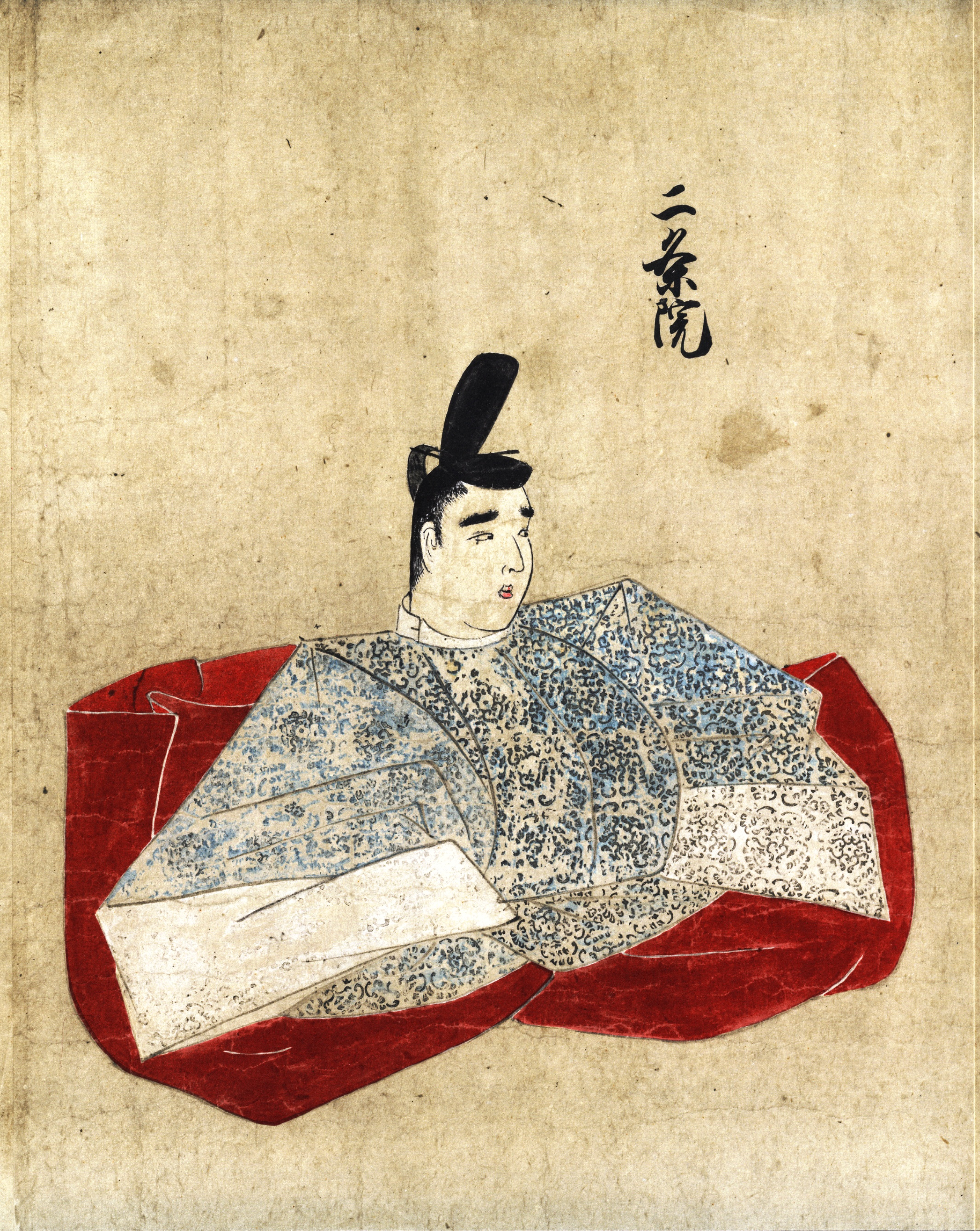
Император Нидзё

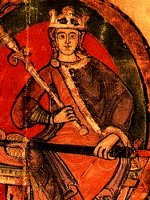
Малкольм IV

В этой статье представлен список известных людей, умерших в 1165 году.
См. также: Категория:Умершие в 1165 году

## Февраль
- 7 февраля — Стефан Рубенид — армянский князь из династии Рубенидов. Убит. По другим источникам, убит в 1162 году.
- 23 февраля — Генрих II фон Штулинген[нем.] — епископ Вюрцбурга (1159—1165)

## Апрель
- 11 апреля — Иштван IV — король Венгрии (1163). Отравлен в междоусобной войне.

## Сентябрь
- 5 сентября — Нидзё — император Японии (1158—1165).

## Октябрь
- 28 октября — Изяслав Андреевич — русский князь и полководец, сын Андрея Юрьевича Боголюбского.

## Декабрь
- 9 декабря — Малкольм IV — Король Шотландии (1153—1165), правитель Нортумбрии и Кмбрии (1153—1157), граф Хантингдон (1157—1165)

## Дата неизвестна или требует уточнения
- Альбрехт II — граф Тироля.
- Аль-Багдади, Абуль-Баракат — мусульманский философ, физик, психолог и врач еврейского происхождения.
- Ал-Идриси — знаменитый арабский географ, автор Книги Рожера.
- Владислав II — князь Оломоуца (1137—1140).
- Герман Арбонский[нем.] — епископ Констанца (1138—1165)
- Иордан Санта-Сусанна — кардинал-священник Санта-Сузанна (1145—1165), первый документировнный камерленго римско-католической церкви.
- Джон Фиц-Гилберт Маршал — некрупный англонормандский рыцарь, участник гражданской войны в Англии на стороне императрицы Матильды, основатель дворянского рода Маршалов. Лорд-маршал Англии.
- Ростислав Глебович — князь Минский (1146—1151, 1159—1165), князь Полоцкий (1151—1159).
- Руперт I[нем.] — епископ Пассау (1164—1165)
- Сибилла Анжуйская — графиня-консорт Фландрии (1139—1157). жена Тьерри Эльзасского, регентша Фландрии.
- Хадаан-тайши — монгольский нойон из рода кият-борджигин.
- Хурджакус — правитель государства кереитов (1150 — 1165).